# 漁業気象
漁業気象（ぎょぎょうきしょう）とは操業している漁船が必要とする気象観測及び気象通報。水産気象（すいさんきしょう）ともいう。

## 概要
漁獲量は天気によって大きな影響を受けるほか、漁船も船体着氷や流氷により転覆したり、暴風に遭遇し、海難事故が起きる可能性がある。そのため、効率のいい漁業を行い、かつ海難事故を防止する観点から、漁業では気象が非常に重要視されており、特に水温、気圧、前線の動向が重要視されている。なお、日本においては日本放送協会（NHK）が1日に1回、漁船用に漁業気象通報を放送している。民放のラジオ局などではスポットで「海の天気予報」などの名称で放送しているケースがある。

## 参考資料
- 気象の事典（平凡社）[要ページ番号]